# Tour Alsace 2015
La 12e édition du Tour Alsace a eu lieu du 29 juillet au 2 août 2015. La course fait partie du calendrier UCI Europe Tour 2015 en catégorie 2.2.
Elle a été remportée par le Norvégien Vegard Stake Laengen (Joker), vainqueur de la troisième étape, qui s'impose d'une minute et quatre secondes devant le Néerlandais Sam Oomen (Rabobank Development) et une minute et huit secondes devant le lauréat de la première étape, son coéquipier et compatriote Bjørn Tore Hoem.
Le Belge Timothy Dupont (Roubaix Lille Métropole), qui gagne la deuxième et la quatrième étapes, s'adjuge le classement par points tandis que le Français Lilian Calmejane (Vendée U) remporte celui de la montagne. Le compatriote de ce dernier, Maxime Robert (CC Étupes) gagne le classement des sprints, l'Autrichien Lukas Pöstlberger (Tirol) celui de la combativité et Oomen celui du meilleur jeune. Pour finir l'équipe norvégienne Joker termine meilleure équipe et Édouard Lauber (CC Étupes) est élu meilleur coureur alsacien.

## Présentation

### Équipes
Classé en catégorie 2.2 de l'UCI Europe Tour, le Tour Alsace est par conséquent ouvert aux équipes continentales professionnelles françaises, aux équipes continentales, aux équipes nationales et aux équipes régionales et de clubs.
Vingt-trois équipes participent à ce Tour Alsace - douze équipes continentales, quatre équipes nationales, six équipes régionales et de clubs et une équipe mixte :
| Équipes continentales   | Équipes continentales | Équipes continentales |
| Nom de l'équipe         | Pays                  | Code                  |
| ----------------------- | --------------------- | --------------------- |
| Armée de Terre          | France                | ADT                   |
| AWT-Greenway            | Tchéquie              | AWT                   |
| BKCP-Powerplus          | Belgique              | BKP                   |
| Itera-Katusha           | Russie                | TIK                   |
| Joker                   | Norvège               | TJO                   |
| Leopard Development     | Luxembourg            | LDT                   |
| Rabobank Development    | Pays-Bas              | RDT                   |
| Roth-Škoda              | Suisse                | ROT                   |
| Roubaix Lille Métropole | France                | RLM                   |
| SEG Racing              | Pays-Bas              | SEG                   |
| Stölting                | Allemagne             | STG                   |
| Tirol                   | Autriche              | TIR                   |

| Équipes nationales                      | Équipes nationales | Équipes nationales |
| Nom de l'équipe                         | Pays               | Code               |
| --------------------------------------- | ------------------ | ------------------ |
| Équipe nationale d'Allemagne espoirs    | Allemagne          | GER                |
| Équipe nationale d'Australie espoirs    | Australie          | AUS                |
| Équipe nationale des États-Unis espoirs | États-Unis         | USA                |
| Équipe nationale de Suisse espoirs      | Suisse             | SUI                |

| Équipes régionales et de clubs | Équipes régionales et de clubs | Équipes régionales et de clubs |
| Nom de l'équipe                | Pays                           | Code                           |
| ------------------------------ | ------------------------------ | ------------------------------ |
| AVC Aix-en-Provence            | France                         | AVC                            |
| BMC Development                | États-Unis                     | BMD                            |
| CC Étupes                      | France                         | CCE                            |
| Lotto-Soudal U23               | Belgique                       | LTU                            |
| Rémy Meder Haguenau            | France                         | RMH                            |
| Vendée U                       | France                         | VEN                            |

| Équipe mixte               | Équipe mixte | Équipe mixte |
| Nom de l'équipe            | Pays         | Code         |
| -------------------------- | ------------ | ------------ |
| Centre mondial du cyclisme | Suisse       | CMC          |

### Primes
Les prix sont attribués suivant le barème de l'UCI,.
| Position           | 1er     | 2e      | 3e    | 4e    | 5e    | 6e    | 7e    | 8e    | 9e    | 10e à 20e |
| Classement général | 2 105 € | 1 055 € | 525 € | 265 € | 210 € | 158 € | 158 € | 107 € | 107 € | 50 €      |
| Par étape          | 1 205 € | 600 €   | 300 € | 150 € | 120 € | 90 €  | 90 €  | 60 €  | 60 €  | 30 €      |
| Par demi-étape     | 900 €   | 455 €   | 225 € | 115 € | 90 €  | 68 €  | 68 €  | 47 €  | 47 €  | 20 €      |

## Étapes
| Étape     | Date       | Villes étapes              |                           | Distance (km) | Vainqueur d’étape    | Leader du classement général |
| --------- | ---------- | -------------------------- | ------------------------- | ------------- | -------------------- | ---------------------------- |
| Prologue  | 29 juillet | Sausheim - Sausheim        | Prologue                  | 7,1           | Julien Antomarchi    | Julien Antomarchi            |
| 1re étape | 30 juillet | Strasbourg - Bischoffsheim | Étape de moyenne montagne | 159,2         | Bjørn Tore Hoem      | Sam Oomen                    |
| 2e étape  | 31 juillet | Dannemarie - Huningue      | Étape vallonnée           | 154,7         | Timothy Dupont       | Sam Oomen                    |
| 3e étape  | 1er août   | Ribeauvillé - Le Markstein | Étape de montagne         | 155,4         | Vegard Stake Laengen | Vegard Stake Laengen         |
| 4e étape  | 2 août     | Colmar - Sélestat          | Étape vallonnée           | 160,6         | Timothy Dupont       | Vegard Stake Laengen         |

## Déroulement de la course

### Prologue
| Classement de l'étape | Classement de l'étape | Classement de l'étape | Classement de l'étape                | Classement de l'étape |
|                       | Coureur               | Pays                  | Équipe                               | Temps                 |
| --------------------- | --------------------- | --------------------- | ------------------------------------ | --------------------- |
| 1er                   | Julien Antomarchi     | France                | Roubaix Lille Métropole              | en 9 min 7 s          |
| 2e                    | Vegard Stake Laengen  | Norvège               | Joker                                | + 2 s                 |
| 3e                    | Steven Lammertink     | Pays-Bas              | SEG Racing                           | + 5 s                 |
| 4e                    | Julien Trarieux       | France                | AVC Aix-en-Provence                  | + 5 s                 |
| 5e                    | Jack Haig             | Australie             | Équipe nationale d'Australie espoirs | + 6 s                 |
| 6e                    | Jan Dieteren          | Allemagne             | Leopard Development                  | + 6 s                 |
| 7e                    | Théry Schir           | Suisse                | BMC Development                      | + 7 s                 |
| 8e                    | Harry Carpenter       | Australie             | Équipe nationale d'Australie espoirs | + 7 s                 |
| 9e                    | Koen Bouwman          | Pays-Bas              | SEG Racing                           | + 7 s                 |
| 10e                   | Adrian Aas Stien      | Norvège               | Joker                                | + 7 s                 |
| modifier              |                       |                       |                                      |                       |

| Classement général | Classement général   | Classement général | Classement général                   | Classement général |
|                    | Coureur              | Pays               | Équipe                               | Temps              |
| ------------------ | -------------------- | ------------------ | ------------------------------------ | ------------------ |
| 1er                | Julien Antomarchi    | France             | Roubaix Lille Métropole              | en 9 min 7 s       |
| 2e                 | Vegard Stake Laengen | Norvège            | Joker                                | + 2 s              |
| 3e                 | Steven Lammertink    | Pays-Bas           | SEG Racing                           | + 5 s              |
| 4e                 | Julien Trarieux      | France             | AVC Aix-en-Provence                  | + 5 s              |
| 5e                 | Jack Haig            | Australie          | Équipe nationale d'Australie espoirs | + 6 s              |
| 6e                 | Jan Dieteren         | Allemagne          | Leopard Development                  | + 6 s              |
| 7e                 | Théry Schir          | Suisse             | BMC Development                      | + 7 s              |
| 8e                 | Harry Carpenter      | Australie          | Équipe nationale d'Australie espoirs | + 7 s              |
| 9e                 | Koen Bouwman         | Pays-Bas           | SEG Racing                           | + 7 s              |
| 10e                | Adrian Aas Stien     | Norvège            | Joker                                | + 7 s              |
| modifier           |                      |                    |                                      |                    |

### 1reétape
| Classement de l'étape | Classement de l'étape | Classement de l'étape | Classement de l'étape   | Classement de l'étape |
|                       | Coureur               | Pays                  | Équipe                  | Temps                 |
| --------------------- | --------------------- | --------------------- | ----------------------- | --------------------- |
| 1er                   | Bjørn Tore Hoem       | Norvège               | Joker                   | en 4 h 0 min 46 s     |
| 2e                    | Sam Oomen             | Pays-Bas              | Rabobank Development    | + 0 s                 |
| 3e                    | Matvey Mamykin        | Russie                | Itera-Katusha           | + 0 s                 |
| 4e                    | Anthony Perez         | France                | AVC Aix-en-Provence     | + 12 s                |
| 5e                    | Maxime Vantomme       | Belgique              | Roubaix Lille Métropole | + 12 s                |
| 6e                    | Alexis Guérin         | France                | AWT-Greenway            | + 12 s                |
| 7e                    | Fabien Grellier       | France                | Vendée U                | + 12 s                |
| 8e                    | Anton Samokhvalov     | Russie                | Itera-Katusha           | + 12 s                |
| 9e                    | Colin Stüssi          | Suisse                | Roth-Škoda              | + 12 s                |
| 10e                   | Mathieu van der Poel  | Pays-Bas              | BKCP-Powerplus          | + 12 s                |
| modifier              |                       |                       |                         |                       |

| Classement général | Classement général   | Classement général | Classement général                      | Classement général |
|                    | Coureur              | Pays               | Équipe                                  | Temps              |
| ------------------ | -------------------- | ------------------ | --------------------------------------- | ------------------ |
| 1er                | Sam Oomen            | Pays-Bas           | Rabobank Development                    | en 4 h 9 min 56 s  |
| 2e                 | Bjørn Tore Hoem      | Norvège            | Joker                                   | + 4 s              |
| 3e                 | Julien Antomarchi    | France             | Roubaix Lille Métropole                 | + 9 s              |
| 4e                 | Vegard Stake Laengen | Norvège            | Joker                                   | + 11 s             |
| 5e                 | Jack Haig            | Australie          | Équipe nationale d'Australie espoirs    | + 15 s             |
| 6e                 | Koen Bouwman         | Pays-Bas           | SEG Racing                              | + 16 s             |
| 7e                 | Mathieu van der Poel | Pays-Bas           | BKCP-Powerplus                          | + 21 s             |
| 8e                 | Laurens De Plus      | Belgique           | Lotto-Soudal U23                        | + 21 s             |
| 9e                 | Colin Joyce          | États-Unis         | Équipe nationale des États-Unis espoirs | + 21 s             |
| 10e                | Jonas Koch           | Allemagne          | Équipe nationale d'Allemagne espoirs    | + 23 s             |
| modifier           |                      |                    |                                         |                    |

### 2eétape
| Classement de l'étape | Classement de l'étape | Classement de l'étape | Classement de l'étape                | Classement de l'étape |
|                       | Coureur               | Pays                  | Équipe                               | Temps                 |
| --------------------- | --------------------- | --------------------- | ------------------------------------ | --------------------- |
| 1er                   | Timothy Dupont        | Belgique              | Roubaix Lille Métropole              | en 3 h 42 min 58 s    |
| 2e                    | Théry Schir           | Suisse                | BMC Development                      | m.t                   |
| 3e                    | Yoeri Havik           | Pays-Bas              | SEG Racing                           | m.t                   |
| 4e                    | Pascal Ackermann      | Allemagne             | Équipe nationale d'Allemagne espoirs | m.t                   |
| 5e                    | Alberto Cecchin       | Italie                | Roth-Škoda                           | m.t                   |
| 6e                    | Kevin Deltombe        | Belgique              | Lotto-Soudal U23                     | m.t                   |
| 7e                    | Wietse Bosmans        | Belgique              | BKCP-Powerplus                       | m.t                   |
| 8e                    | Mathieu van der Poel  | Pays-Bas              | BKCP-Powerplus                       | m.t                   |
| 9e                    | Andrea Pasqualon      | Italie                | Roth-Škoda                           | m.t                   |
| 10e                   | Loïck Lebouvier       | France                | AVC Aix-en-Provence                  | m.t                   |
| modifier              |                       |                       |                                      |                       |

| Classement général | Classement général   | Classement général | Classement général                      | Classement général |
|                    | Coureur              | Pays               | Équipe                                  | Temps              |
| ------------------ | -------------------- | ------------------ | --------------------------------------- | ------------------ |
| 1er                | Sam Oomen            | Pays-Bas           | Rabobank Development                    | en 7 h 52 min 54 s |
| 2e                 | Bjørn Tore Hoem      | Norvège            | Joker                                   | + 4 s              |
| 3e                 | Julien Antomarchi    | France             | Roubaix Lille Métropole                 | + 6 s              |
| 4e                 | Vegard Stake Laengen | Norvège            | Joker                                   | + 11 s             |
| 5e                 | Jack Haig            | Australie          | Équipe nationale d'Australie espoirs    | + 15 s             |
| 6e                 | Koen Bouwman         | Pays-Bas           | SEG Racing                              | + 16 s             |
| 7e                 | Mathieu van der Poel | Pays-Bas           | BKCP-Powerplus                          | + 21 s             |
| 8e                 | Laurens De Plus      | Belgique           | Lotto-Soudal U23                        | + 21 s             |
| 9e                 | Colin Joyce          | États-Unis         | Équipe nationale des États-Unis espoirs | + 21 s             |
| 10e                | Jonas Koch           | Allemagne          | Équipe nationale d'Allemagne espoirs    | + 23 s             |
| modifier           |                      |                    |                                         |                    |

### 3eétape
| Classement de l'étape | Classement de l'étape | Classement de l'étape | Classement de l'étape                | Classement de l'étape |
|                       | Coureur               | Pays                  | Équipe                               | Temps                 |
| --------------------- | --------------------- | --------------------- | ------------------------------------ | --------------------- |
| 1er                   | Vegard Stake Laengen  | Norvège               | Joker                                | en 4 h 30 min 50 s    |
| 2e                    | Mathieu van der Poel  | Pays-Bas              | BKCP-Powerplus                       | + 1 min 2 s           |
| 3e                    | Maximilian Schachmann | Allemagne             | AWT-Greenway                         | + 1 min 2 s           |
| 4e                    | Benjamin Brkic        | Autriche              | Tirol                                | + 1 min 2 s           |
| 5e                    | Sergey Pomoshnikov    | Russie                | Itera-Katusha                        | + 1 min 2 s           |
| 6e                    | Laurens De Plus       | Belgique              | Lotto-Soudal U23                     | + 1 min 2 s           |
| 7e                    | Jack Haig             | Australie             | Équipe nationale d'Australie espoirs | + 1 min 2 s           |
| 8e                    | Sam Oomen             | Pays-Bas              | Rabobank Development                 | + 1 min 2 s           |
| 9e                    | Lilian Calmejane      | France                | Vendée U                             | + 1 min 2 s           |
| 10e                   | Sindre Lunke          | Norvège               | Joker                                | + 1 min 2 s           |
| modifier              |                       |                       |                                      |                       |

| Classement général | Classement général   | Classement général | Classement général                   | Classement général  |
|                    | Coureur              | Pays               | Équipe                               | Temps               |
| ------------------ | -------------------- | ------------------ | ------------------------------------ | ------------------- |
| 1er                | Vegard Stake Laengen | Norvège            | Joker                                | en 12 h 23 min 42 s |
| 2e                 | Sam Oomen            | Pays-Bas           | Rabobank Development                 | + 1 min 4 s         |
| 3e                 | Bjørn Tore Hoem      | Norvège            | Joker                                | + 1 min 8 s         |
| 4e                 | Mathieu van der Poel | Pays-Bas           | BKCP-Powerplus                       | + 1 min 19 s        |
| 5e                 | Jack Haig            | Australie          | Équipe nationale d'Australie espoirs | + 1 min 19 s        |
| 6e                 | Laurens De Plus      | Belgique           | Lotto-Soudal U23                     | + 1 min 25 s        |
| 7e                 | Philipp Walsleben    | Allemagne          | BKCP-Powerplus                       | + 1 min 28 s        |
| 8e                 | Lilian Calmejane     | France             | Vendée U                             | + 1 min 32 s        |
| 9e                 | Édouard Lauber       | France             | CC Étupes                            | + 1 min 41 s        |
| 10e                | Sindre Lunke         | Norvège            | Joker                                | + 1 min 46 s        |
| modifier           |                      |                    |                                      |                     |

### 4eétape
| Classement de l'étape | Classement de l'étape | Classement de l'étape | Classement de l'étape                   | Classement de l'étape |
|                       | Coureur               | Pays                  | Équipe                                  | Temps                 |
| --------------------- | --------------------- | --------------------- | --------------------------------------- | --------------------- |
| 1er                   | Timothy Dupont        | Belgique              | Roubaix Lille Métropole                 | en 3 h 40 min 41 s    |
| 2e                    | Pascal Ackermann      | Allemagne             | Équipe nationale d'Allemagne espoirs    | m.t                   |
| 3e                    | Vincent Baestaens     | Belgique              | BKCP Powerplus                          | m.t                   |
| 4e                    | Colin Joyce           | États-Unis            | Équipe nationale des États-Unis espoirs | m.t                   |
| 5e                    | Mathieu van der Poel  | Pays-Bas              | BKCP Powerplus                          | m.t                   |
| 6e                    | Andrea Pasqualon      | Italie                | Roth Škoda                              | m.t                   |
| 7e                    | Alberto Cecchin       | Italie                | Roth Škoda                              | m.t                   |
| 8e                    | Pierre Idjouadiene    | France                | CC Étupes                               | m.t                   |
| 9e                    | Damien Touzé          | France                | CC Étupes                               | m.t                   |
| 10e                   | Kevin Deltombe        | Belgique              | Lotto-Soudal U23                        | m.t                   |
| modifier              |                       |                       |                                         |                       |

## Classements finals

### Classement général final
| Classement général final | Classement général final | Classement général final | Classement général final             | Classement général final |
|                          | Coureur                  | Pays                     | Équipe                               | Temps                    |
| ------------------------ | ------------------------ | ------------------------ | ------------------------------------ | ------------------------ |
| 1er                      | Vegard Stake Laengen     | Norvège                  | Joker                                | en 16 h 4 min 23 s       |
| 2e                       | Sam Oomen                | Pays-Bas                 | Rabobank Development                 | + 1 min 4 s              |
| 3e                       | Bjørn Tore Hoem          | Norvège                  | Joker                                | + 1 min 8 s              |
| 4e                       | Mathieu van der Poel     | Pays-Bas                 | BKCP-Powerplus                       | + 1 min 17 s             |
| 5e                       | Jack Haig                | Australie                | Équipe nationale d'Australie espoirs | + 1 min 19 s             |
| 6e                       | Laurens De Plus          | Belgique                 | Lotto-Soudal U23                     | + 1 min 25 s             |
| 7e                       | Philipp Walsleben        | Allemagne                | BKCP-Powerplus                       | + 1 min 28 s             |
| 8e                       | Lilian Calmejane         | France                   | Vendée U                             | + 1 min 32 s             |
| 9e                       | Édouard Lauber           | France                   | CC Étupes                            | + 1 min 41 s             |
| 10e                      | Fabien Grellier          | France                   | Vendée U                             | + 1 min 44 s             |
| modifier                 |                          |                          |                                      |                          |

### Classements annexes
| Classement par points | Classement par points | Classement par points | Classement par points                | Classement par points |
| --------------------- | --------------------- | --------------------- | ------------------------------------ | --------------------- |
|                       | Coureur               | Pays                  | Équipe                               | Point(s)              |
| 1er                   | Timothy Dupont        | Belgique              | Roubaix Lille Métropole              | 80 points             |
| 2e                    | Pascal Ackermann      | Allemagne             | Équipe nationale d'Allemagne espoirs | 50 pts                |
| 3e                    | Mathieu van der Poel  | Pays-Bas              | BKCP-Powerplus                       | 45 pts                |
| modifier              |                       |                       |                                      |                       |

| Classement de la montagne | Classement de la montagne | Classement de la montagne | Classement de la montagne | Classement de la montagne |
| ------------------------- | ------------------------- | ------------------------- | ------------------------- | ------------------------- |
|                           | Coureur                   | Pays                      | Équipe                    | Point(s)                  |
| 1er                       | Lilian Calmejane          | France                    | Vendée U                  | 72 points                 |
| 2e                        | Fabien Grellier           | France                    | Vendée U                  | 30 pts                    |
| 3e                        | Matvey Mamykin            | Russie                    | Itera Katusha             | 25 pts                    |
| modifier                  |                           |                           |                           |                           |

| Classement des sprints | Classement des sprints | Classement des sprints | Classement des sprints | Classement des sprints |
| ---------------------- | ---------------------- | ---------------------- | ---------------------- | ---------------------- |
|                        | Coureur                | Pays                   | Équipe                 | Point(s)               |
| 1er                    | Maxime Robert          | France                 | CC Étupes              | 9 points               |
| 2e                     | Lilian Calmejane       | France                 | Vendée U               | 7 pts                  |
| 3e                     | Lukas Pöstlberger      | Autriche               | Tirol                  | 7 pts                  |
| modifier               |                        |                        |                        |                        |

| Classement de la combativité | Classement de la combativité | Classement de la combativité | Classement de la combativité | Classement de la combativité |
| ---------------------------- | ---------------------------- | ---------------------------- | ---------------------------- | ---------------------------- |
|                              | Coureur                      | Pays                         | Équipe                       | Point(s)                     |
| 1er                          | Lukas Pöstlberger            | Autriche                     | Tirol                        | 30 points                    |
| 2e                           | Lilian Calmejane             | France                       | Vendée U                     | 27 pts                       |
| 3e                           | Vincent Baestaens            | Belgique                     | BKCP-Powerplus               | 20 pts                       |
| modifier                     |                              |                              |                              |                              |

| Classement du meilleur jeune | Classement du meilleur jeune | Classement du meilleur jeune | Classement du meilleur jeune         | Classement du meilleur jeune |
|                              | Coureur                      | Pays                         | Équipe                               | Temps                        |
| ---------------------------- | ---------------------------- | ---------------------------- | ------------------------------------ | ---------------------------- |
| 1er                          | Sam Oomen                    | Pays-Bas                     | Rabobank Development                 | en 16 h 5 min 27 s           |
| 2e                           | Mathieu van der Poel         | Pays-Bas                     | BKCP-Powerplus                       | + 13 s                       |
| 3e                           | Jack Haig                    | Australie                    | Équipe nationale d'Australie espoirs | + 15 s                       |
| modifier                     |                              |                              |                                      |                              |

| Classement par équipes | Classement par équipes | Classement par équipes | Classement par équipes |
|                        | Équipe                 | Pays                   | Temps                  |
| ---------------------- | ---------------------- | ---------------------- | ---------------------- |
| 1re                    | Joker                  | Norvège                | en 48 h 15 min 50 s    |
| 2e                     | Vendée U               | France                 | + 2 min 41 s           |
| 3e                     | Itera Katusha          | Russie                 | + 4 min 25 s           |
| modifier               |                        |                        |                        |

| Un prix est offert au meilleur coureur alsacien Édouard Lauber (CC Étupes). |

### UCI Europe Tour
Ce Tour Alsace attribue des points pour l'UCI Europe Tour 2015, par équipes seulement aux coureurs des équipes continentales professionnelles et continentales, individuellement à tous les coureurs sauf ceux faisant partie d'une équipe ayant un label WorldTeam.
| Position,          | 1er | 2e | 3e | 4e | 5e | 6e | 7e | 8e |
| Classement général | 40  | 30 | 16 | 12 | 10 | 8  | 6  | 3  |
| Par étapel         | 8   | 5  | 2  |    |    |    |    |    |
| Leader, par étapel | 4   |    |    |    |    |    |    |    |

| Cycliste              | Équipe                               | Général | Étape | Leader | Total |
| --------------------- | ------------------------------------ | ------- | ----- | ------ | ----- |
| Vegard Stake Laengen  | Joker                                | 40      | 13    | 4      | 57    |
| Sam Oomen             | Rabobank Development                 | 30      | 5     | 8      | 43    |
| Bjørn Tore Hoem       | Joker                                | 16      | 8     | -      | 24    |
| Mathieu van der Poel  | BKCP-Powerplus                       | 12      | 5     | -      | 17    |
| Timothy Dupont        | Roubaix Lille Métropole              | -       | 16    | -      | 16    |
| Julien Antomarchi     | Roubaix Lille Métropole              | -       | 8     | 4      | 12    |
| Jack Haig             | Équipe nationale d'Australie espoirs | 10      | -     | -      | 10    |
| Laurens De Plus       | Lotto-Soudal U23                     | 8       | -     | -      | 8     |
| Philipp Walsleben     | BKCP-Powerplus                       | 6       | -     | -      | 6     |
| Pascal Ackermann      | Équipe nationale d'Allemagne espoirs | -       | 5     | -      | 5     |
| Théry Schir           | BMC Development                      | -       | 5     | -      | 5     |
| Lilian Calmejane      | Vendée U                             | 3       | -     | -      | 3     |
| Vincent Baestaens     | BKCP-Powerplus                       | -       | 2     | -      | 2     |
| Yoeri Havik           | SEG Racing                           | -       | 2     | -      | 2     |
| Steven Lammertink     | SEG Racing                           | -       | 2     | -      | 2     |
| Matvey Mamykin        | Itera-Katusha                        | -       | 2     | -      | 2     |
| Maximilian Schachmann | AWT-Greenway                         | -       | 2     | -      | 2     |

## Évolution des classements
| Étape              | Vainqueur            | Classement général   | Classement par points | Classement de la montagne | Classement des sprints | Classement du meilleur jeune | Classement de la combativité | Classement par équipes |
| ------------------ | -------------------- | -------------------- | --------------------- | ------------------------- | ---------------------- | ---------------------------- | ---------------------------- | ---------------------- |
| P                  | Julien Antomarchi    | Julien Antomarchi    | Julien Antomarchi     | Julien Trarieux           | Jack Haig              | Steven Lammertink            | Jan Dieteren                 | Joker                  |
| 1                  | Bjørn Tore Hoem      | Sam Oomen            | Bjørn Tore Hoem       | Lilian Calmejane          | Quentin Pacher         | Sam Oomen                    | Alexander Krieger            | Joker                  |
| 2                  | Timothy Dupont       | Sam Oomen            | Timothy Dupont        | Lilian Calmejane          | Lukas Pöstlberger      | Sam Oomen                    | Lukas Pöstlberger            | Joker                  |
| 3                  | Vegard Stake Laengen | Vegard Stake Laengen | Timothy Dupont        | Lilian Calmejane          | Lilian Calmejane       | Sam Oomen                    | Markus Freiberger            | Joker                  |
| 4                  | Timothy Dupont       | Vegard Stake Laengen | Timothy Dupont        | Lilian Calmejane          | Maxime Robert          | Sam Oomen                    | Lukas Pöstlberger            | Joker                  |
| Classements finals | Classements finals   | Vegard Stake Laengen | Timothy Dupont        | Lilian Calmejane          | Maxime Robert          | Sam Oomen                    | Lukas Pöstlberger            | Joker                  |

## Liste des participants
- Liste de départ complète

| Légende                                | Légende                                                                                                  | Légende                                | Légende                                                                                                  |
| -------------------------------------- | --- | -------------------------------------- | --- |
| Num                                    | Dossard de départ porté par le coureur sur ce Tour Alsace                                                | Pos                                    | Position finale au classement général                                                                    |
| Leader du classement général           | Indique le vainqueur du classement général                                                               | Leader du classement par points        | Indique le vainqueur du classement par points                                                            |
| Leader du classement de la montagne    | Indique le vainqueur du classement de la montagne                                                        | Leader du classement des sprints       | Indique le vainqueur du classement des sprints                                                           |
| Leader du classement de la combativité | Indique le vainqueur du classement de la combativité                                                     | Leader du classement du meilleur jeune | Indique le vainqueur du classement du meilleur jeune                                                     |
|                                        | Indique un maillot de champion national ou mondial, suivi de sa spécialité                               | #                                      | Indique la meilleure équipe                                                                              |
| NP                                     | Indique un coureur qui n'a pas pris le départ d'une étape, suivi du numéro de l'étape où il s'est retiré | AB                                     | Indique un coureur qui n'a pas terminé une étape, suivi du numéro de l'étape où il s'est retiré          |
| HD                                     | Indique un coureur qui a terminé une étape hors des délais, suivi du numéro de l'étape                   | *                                      | Indique un coureur en lice pour le classement du meilleur jeune (coureurs nés après le 1er janvier 1993) |

| Équipe nationale d'Australie espoirs AUS | Équipe nationale d'Australie espoirs AUS | Équipe nationale d'Australie espoirs AUS |
| ---------------------------------------- | ---------------------------------------- | ---------------------------------------- |
| Num                                      | Coureur                                  | Pos                                      |
| 1                                        | Jack Haig (AUS)*                         | 5e                                       |
| 2                                        | Harry Carpenter (AUS)*                   | 89e                                      |
| 3                                        | Alex Clements (AUS)*                     | AB-3                                     |
| 4                                        | Miles Scotson (AUS)*                     | 102e                                     |
| 5                                        | Robert Power (AUS)*                      | AB-1                                     |
| 6                                        | Nick Schultz (AUS)*                      | 16e                                      |
| Directeur sportif : ?                    |                                          |                                          |

| AWT-Greenway AWT      | AWT-Greenway AWT                | AWT-Greenway AWT |
| --------------------- | ------------------------------- | ---------------- |
| Num                   | Coureur                         | Pos              |
| 11                    | Álvaro Cuadros (ESP)            | NP-P*            |
| 12                    | Przemysław Kasperkiewicz (POL)* | 95e              |
| 13                    | Jan Brockhoff (GER)*            | 97e              |
| 14                    | Roman Lehký (CZE)*              | 112e             |
| 15                    | Alexis Guérin (FRA)             | 28e              |
| 16                    | Maximilian Schachmann (GER)*    | 21e              |
| Directeur sportif : ? |                                 |                  |

| CC Étupes CCE         | CC Étupes CCE             | CC Étupes CCE |
| --------------------- | ------------------------- | ------------- |
| Num                   | Coureur                   | Pos           |
| 21                    | Arnaud Pfrimmer (FRA)*    | 103e          |
| 22                    | Damien Touzé (FRA)*       | 87e           |
| 23                    | Édouard Lauber (FRA)      | 9e            |
| 24                    | Pierre Idjouadiene (FRA)* | 92e           |
| 25                    | Maxime Le Lavandier (FRA) | 41e           |
| 26                    | Maxime Robert (FRA)       | 32e           |
| Directeur sportif : ? |                           |               |

| BKCP-Powerplus BKP    | BKCP-Powerplus BKP          | BKCP-Powerplus BKP |
| --------------------- | --------------------------- | ------------------ |
| Num                   | Coureur                     | Pos                |
| 31                    | Mathieu van der Poel (NED)* | 4e                 |
| 32                    | Michael Boroš (CZE)         | 38e                |
| 33                    | Vincent Baestaens (BEL)     | 113e               |
| 34                    | Wietse Bosmans (BEL)        | 62e                |
| 35                    | David van der Poel (NED)    | 75e                |
| 36                    | Philipp Walsleben (GER)     | 7e                 |
| Directeur sportif : ? |                             |                    |

| Rabobank Development RDT | Rabobank Development RDT | Rabobank Development RDT |
| ------------------------ | ------------------------ | ------------------------ |
| Num                      | Coureur                  | Pos                      |
| 41                       | Sam Oomen (NED)*         | 2e                       |
| 42                       | Joris Nieuwenhuis (NED)* | 77e                      |
| 43                       | Lennard Hofstede (NED)*  | 52e                      |
| 44                       | Peter Lenderink (NED)*   | 68e                      |
| 45                       | Antwan Tolhoek (NED)*    | 61e                      |
| 46                       | Martijn Tusveld (NED)*   | 101e                     |
| Directeur sportif : ?    |                          |                          |

| BMC Development BMD   | BMC Development BMD        | BMC Development BMD |
| --------------------- | -------------------------- | ------------------- |
| Num                   | Coureur                    | Pos                 |
| 51                    | Lukas Spengler (SUI)*      | 96e                 |
| 52                    | Valentin Baillifard (SUI)* | 51e                 |
| 53                    | Jesse Kerrison (AUS)*      | HD-1                |
| 54                    | Patrick Müller (SUI)*      | 57e                 |
| 55                    | Théry Schir (SUI)*         | 108e                |
| 56                    | Bas Tietema (NED)*         | 99e                 |
| Directeur sportif : ? |                            |                     |

| Roubaix Lille Métropole RLM | Roubaix Lille Métropole RLM | Roubaix Lille Métropole RLM |
| --------------------------- | --------------------------- | --------------------------- |
| Num                         | Coureur                     | Pos                         |
| 61                          | Julien Antomarchi (FRA)     | 44e                         |
| 62                          | Dieter Bouvry (BEL)         | 49e                         |
| 63                          | Thomas Damuseau (FRA)       | 56e                         |
| 64                          | Timothy Dupont (BEL)        | 114e                        |
| 65                          | Rudy Kowalski (FRA)         | AB-4                        |
| 66                          | Maxime Vantomme (BEL)       | 39e                         |
| Directeur sportif : ?       |                             |                             |

| Stölting STG          | Stölting STG           | Stölting STG |
| --------------------- | ---------------------- | ------------ |
| Num                   | Coureur                | Pos          |
| 71                    | Moritz Backofen (GER)* | 45e          |
| 72                    | Arne Egner (GER)*      | 111e         |
| 73                    | Thomas Koep (GER)      | 70e          |
| 74                    | Nils Politt (GER)*     | 85e          |
| 75                    | Jonas Tenbrock (GER)*  | 69e          |
| 76                    | Sven Reutter (GER)*    | 31e          |
| Directeur sportif : ? |                        |              |

| Joker # TJO           | Joker # TJO                | Joker # TJO |
| --------------------- | -------------------------- | ----------- |
| Num                   | Coureur                    | Pos         |
| 81                    | Vegard Stake Laengen (NOR) | 1er         |
| 82                    | Daniel Hoelgaard (NOR)*    | AB-1        |
| 83                    | Philip Lindau (SWE)        | 110e        |
| 84                    | Bjørn Tore Hoem (NOR)      | 3e          |
| 85                    | Sindre Lunke (NOR)*        | 11e         |
| 86                    | Adrian Aas Stien (NOR)     | 79e         |
| Directeur sportif : ? |                            |             |

| Équipe nationale des États-Unis espoirs USA | Équipe nationale des États-Unis espoirs USA | Équipe nationale des États-Unis espoirs USA |
| ------------------------------------------- | ------------------------------------------- | ------------------------------------------- |
| Num                                         | Coureur                                     | Pos                                         |
| 91                                          | Justin Oien (USA)*                          | 84e                                         |
| 92                                          | William Barta (USA)*                        | NP-P                                        |
| 93                                          | Geoffrey Curran (USA)*                      | 37e                                         |
| 94                                          | Colin Joyce (USA)*                          | 33e                                         |
| 95                                          | Philip O'Donnell (USA)*                     | 86e                                         |
| 96                                          | Brendan Rhim (USA)*                         | AB-3                                        |
| Directeur sportif : ?                       |                                             |                                             |

| Armée de Terre ADT    | Armée de Terre ADT    | Armée de Terre ADT |
| --------------------- | --------------------- | ------------------ |
| Num                   | Coureur               | Pos                |
| 101                   | Yoann Barbas (FRA)    | 18e                |
| 102                   | Bruno Armirail (FRA)* | AB-4               |
| 103                   | Fabien Canal (FRA)    | 42e                |
| 104                   | Romain Le Roux (FRA)  | AB-1               |
| 105                   | Quentin Pacher (FRA)  | 53e                |
| 106                   | Jérôme Mainard (FRA)  | 48e                |
| Directeur sportif : ? |                       |                    |

| Équipe nationale d'Allemagne espoirs GER | Équipe nationale d'Allemagne espoirs GER | Équipe nationale d'Allemagne espoirs GER |
| ---------------------------------------- | ---------------------------------------- | ---------------------------------------- |
| Num                                      | Coureur                                  | Pos                                      |
| 111                                      | Jonas Koch (GER)*                        | 26e                                      |
| 112                                      | Pascal Ackermann (GER)*                  | 115e                                     |
| 113                                      | Felix Intra (GER)*                       | 83e                                      |
| 114                                      | Christian Koch (GER)*                    | 104e                                     |
| 115                                      | Fabian Schormair (GER)*                  | 107e                                     |
| 116                                      | Laurin Winter (GER)*                     | 100e                                     |
| Directeur sportif : ?                    |                                          |                                          |

| Itera-Katusha TIK     | Itera-Katusha TIK         | Itera-Katusha TIK |
| --------------------- | ------------------------- | ----------------- |
| Num                   | Coureur                   | Pos               |
| 121                   | Sergey Belykh (RUS)       | 35e               |
| 122                   | Anton Samokhvalov (RUS)   | 27e               |
| 123                   | Matvey Mamykin (RUS)*     | 15e               |
| 124                   | Sergey Pomoshnikov (RUS)  | 12e               |
| 125                   | Sergei Rozin (RUS)*       | 40e               |
| 126                   | Dimitry Samokhvalov (RUS) | 24e               |
| Directeur sportif : ? |                           |                   |

| Roth-Škoda ROT        | Roth-Škoda ROT         | Roth-Škoda ROT |
| --------------------- | ---------------------- | -------------- |
| Num                   | Coureur                | Pos            |
| 131                   | Andrea Pasqualon (ITA) | 23e            |
| 132                   | Ricardo Creel (USA)    | AB-3           |
| 133                   | Nico Brüngger (SUI)    | 73e            |
| 134                   | Colin Stüssi (SUI)*    | 19e            |
| 135                   | Alberto Cecchin (ITA)  | 71e            |
| 136                   | Andrea Vaccher (ITA)   | 67e            |
| Directeur sportif : ? |                        |                |

| Vendée U VEN          | Vendée U VEN           | Vendée U VEN |
| --------------------- | ---------------------- | ------------ |
| Num                   | Coureur                | Pos          |
| 141                   | Lilian Calmejane (FRA) | 8e           |
| 142                   | Loïc Bouchereau (FRA)* | 17e          |
| 143                   | Marlon Gaillard (FRA)* | 29e          |
| 144                   | Fabien Grellier (FRA)* | 10e          |
| 145                   | Taruia Krainer (FRA)   | 50e          |
| 146                   | David Rivière (FRA)*   | 88e          |
| Directeur sportif : ? |                        |              |

| SEG Racing SEG        | SEG Racing SEG           | SEG Racing SEG |
| --------------------- | ------------------------ | -------------- |
| Num                   | Coureur                  | Pos            |
| 151                   | Steven Lammertink (NED)* | AB-3           |
| 152                   | Koen Bouwman (NED)*      | 13e            |
| 153                   | Fabio Jakobsen (NED)*    | AB-3           |
| 154                   | Davy Gunst (NED)*        | AB-3           |
| 155                   | Yoeri Havik (NED)        | AB-4           |
| 156                   | Jonas Bokeloh (GER)*     | 98e            |
| Directeur sportif : ? |                          |                |

| Leopard Development LDT | Leopard Development LDT  | Leopard Development LDT |
| ----------------------- | ------------------------ | ----------------------- |
| Num                     | Coureur                  | Pos                     |
| 161                     | Alexander Krieger (GER)  | NP-3                    |
| 162                     | Jan Dieteren (GER)*      | 59e                     |
| 163                     | Kristian Haugaard (DEN)  | AB-3                    |
| 164                     | Marco König (GER)*       | 105e                    |
| 165                     | Patrick Olesen (DEN)*    | 34e                     |
| 166                     | Laurent Vanden Bak (BEL) | 91e                     |
| Directeur sportif : ?   |                          |                         |

| Lotto-Soudal U23 LTU  | Lotto-Soudal U23 LTU         | Lotto-Soudal U23 LTU |
| --------------------- | ---------------------------- | -------------------- |
| Num                   | Coureur                      | Pos                  |
| 171                   | Laurens De Plus (BEL)*       | 6e                   |
| 172                   | Jean-Albert Carnevali (BEL)* | 72e                  |
| 173                   | Steff Cras (BEL)*            | 25e                  |
| 174                   | Kevin Deltombe (BEL)*        | 78e                  |
| 175                   | James Shaw (GBR)*            | 43e                  |
| 176                   | Emiel Planckaert (BEL)*      | 46e                  |
| Directeur sportif : ? |                              |                      |

| AVC Aix-en-Provence AVC | AVC Aix-en-Provence AVC     | AVC Aix-en-Provence AVC |
| ----------------------- | --------------------------- | ----------------------- |
| Num                     | Coureur                     | Pos                     |
| 181                     | Anthony Perez (FRA)         | 22e                     |
| 182                     | Florent Castellarnau (FRA)* | 20e                     |
| 183                     | Loïck Lebouvier (FRA)*      | 47e                     |
| 184                     | Julien Trarieux (FRA)       | 74e                     |
| 185                     | Mathieu Chiocca (FRA)       | 76e                     |
| 186                     | Renaud Pioline (FRA)        | AB-3                    |
| Directeur sportif : ?   |                             |                         |

| Tirol TIR             | Tirol TIR                    | Tirol TIR |
| --------------------- | ---------------------------- | --------- |
| Num                   | Coureur                      | Pos       |
| 191                   | David Wöhrer (AUT)           | 64e       |
| 192                   | Markus Freiberger (AUT)*     | 54e       |
| 193                   | Benjamin Brkic (AUT)*        | 14e       |
| 194                   | Lukas Pöstlberger (AUT)      | 93e       |
| 195                   | Sebastian Schönberger (AUT)* | 55e       |
| 196                   | Martin Weiss (AUT)           | 58e       |
| Directeur sportif : ? |                              |           |

| Équipe nationale de Suisse espoirs SUI | Équipe nationale de Suisse espoirs SUI | Équipe nationale de Suisse espoirs SUI |
| -------------------------------------- | -------------------------------------- | -------------------------------------- |
| Num                                    | Coureur                                | Pos                                    |
| 201                                    | Gian Friesecke (SUI)*                  | 30e                                    |
| 202                                    | Lukas Gerber (SUI)*                    | AB-3                                   |
| 203                                    | Niels Knipp (SUI)*                     | 60e                                    |
| 204                                    | Fabian Lienhard (SUI)*                 | 65e                                    |
| 205                                    | Frank Pasche (SUI)*                    | 63e                                    |
| 206                                    | Lars Schnyder (SUI)*                   | 106e                                   |
| Directeur sportif : ?                  |                                        |                                        |

| Centre mondial du cyclisme CMC | Centre mondial du cyclisme CMC     | Centre mondial du cyclisme CMC |
| ------------------------------ | ---------------------------------- | ------------------------------ |
| Num                            | Coureur                            | Pos                            |
| 211                            | Anass Aït El Abdia (MAR)*          | 66e                            |
| 212                            | Caio Godoy (BRA)*                  | 36e                            |
| 213                            | Christofer Jurado (PAN)*           | 80e                            |
| 214                            | Adil Barbari (ALG)*                | AB-3                           |
| 215                            | André Gohr (BRA)*                  | 94e                            |
| 216                            | José Luis Rodríguez Aguilar (CHI)* | 90e                            |
| Directeur sportif : ?          |                                    |                                |

| Rémy Meder Haguenau RMH | Rémy Meder Haguenau RMH  | Rémy Meder Haguenau RMH |
| ----------------------- | ------------------------ | ----------------------- |
| Num                     | Coureur                  | Pos                     |
| 221                     | Gaëtan Huck (FRA)*       | AB-1                    |
| 222                     | Nicolas Loustaunou (FRA) | 109e                    |
| 223                     | Julien Pierrat (FRA)     | AB-3                    |
| 224                     | Pierre Schuler (FRA)     | AB-1                    |
| 225                     | Mathieu Teychenne (FRA)  | 82e                     |
| 226                     | Renaud Vincent (FRA)     | 81e                     |
| Directeur sportif : ?   |                          |                         |